# Philodina
Philodina is een geslacht van raderdieren (Rotifera) behorende tot de familie van de Philodinidae. De wetenschappelijke naam van het geslacht is voor het eerst geldig gepubliceerd in 1830  door Ehrenberg.

## Soorten
De volgende soorten zijn bij het geslacht ingedeeld:
- Philodina acuticornis Murray, 1902
  - Philodina acuticornis minor Pax & Wulfert, 1942
  - Philodina acuticornis odiosa Milne, 1916
- Philodina alata Murray, 1910
- Philodina americana Murray, 1913
- Philodina amethystina Bartoš, 1951
- Philodina antarctica Murray, 1910
- Philodina arndti Wulfert, 1961
- Philodina australis Murray, 1911
- Philodina brevipes Murray, 1902
- Philodina calceata Donner, 1970
- Philodina childi Milne, 1916
- Philodina citrina Ehrenberg, 1830
- Philodina cloacata Hilgendorf, 1903
- Philodina convergens Murray, 1908
- Philodina cristata Donner, 1949
- Philodina dartnallis Iakovenko & al., 2015
- Philodina decurvicornis Murray, 1902
- Philodina dobrogensis Rudescu, 1960
- Philodina duplicalcar  (De Koning, 1947)
  - = Philodina dekoningi Donner, 1950
- Philodina emini Collin, 1897
- Philodina erythrophthalma Ehrenberg, 1830
- Philodina eurystephana Schulte, 1954
- Philodina flaviceps Bryce, 1906
- Philodina foissneri Koste, 1996
- Philodina gracilis Schmarda, 1854
- Philodina grandis Milne, 1916
- Philodina gregaria Murray, 1910
- Philodina hexodonta Bergendal, 1892
- Philodina hirsuta Ehrenberg, 1840
- Philodina indica Murray, 1906
- Philodina inopinata Milne, 1916
- Philodina jeanneli Beauchamp, 1940
- Philodina koreana Song & Lee, 2017
- Philodina lepta Wulfert, 1951
- Philodina macrosipho Schmarda, 1859
- Philodina megalotrocha Ehrenberg, 1832
  - = Philodina calcarata Schmarda, 1854
- Philodina microps Gosse, 1887
- Philodina morigera Donner, 1949
- Philodina nemoralis Bryce, 1903
- Philodina nitida Milne, 1916
  - Philodina nitida decens Milne, 1916
- Philodina obesa Murray, 1902
- Philodina parasitica Marchoux, 1898
- Philodina parvicalcar De Koning, 1947
- Philodina patricia Bryce, 1916
- Philodina patula Milne, 1916
- Philodina plena (Bryce, 1894)
- Philodina praelonga Milne, 1916
- Philodina proterva Milne, 1916
- Philodina quadrata De Koning, 1947
- Philodina rapida Milne, 1916
- Philodina roseola Ehrenberg, 1832
  - = Philodina cinnabarina Zacharias, 1886
- Philodina rugosa Bryce, 1903
  - Philodina rugosa callosa Bryce, 1903
  - Philodina rugosa coriacea Bryce, 1903
- Philodina scabra Milne, 1916
- Philodina setifera Schmarda, 1859
- Philodina shackletoni Iakovenko & al., 2015
- Philodina socialis Craig, 1896
- Philodina squamosa Murray, 1906
- Philodina striata Rodewald, 1937
- Philodina tenuicalcar De Koning, 1947
- Philodina tranquilla Wulfert, 1942
- Philodina tridentata Rodewald, 1935
- Philodina vorax (Janson, 1893)